# Glypheus lansbergei
Glypheus lansbergei is een keversoort uit de familie van de kniptorren (Elateridae). De wetenschappelijke naam van de soort is voor het eerst geldig gepubliceerd in 1882 door Ernest Candèze.